# Gary Graham
Gary Rand Graham (Long Beach (Californië), 6 juni 1950 – Spokane (Washington), 22 januari 2024) was een Amerikaans acteur, vooral gekend voor zijn rollen als detective Matthew Sikes in Alien Nation en Vulcan-ambassadeur Soval in Star Trek: Enterprise.